# 圆常数
圆常数定义为圆的周长与半径之比。其值等于两倍圆周率，用符号τ表示。
近年来，有部分学者认为约等于3.14的π「不合自然」，应该用双倍于π、约等于6.28的一个常数代替。支持这一说法的学者认为在很多数学公式2π很常见，很少单独使用一个π。美国哈佛大学物理学教授的迈克尔·哈特尔称圓形与直径无关，而与半径相关，圆形由离中心一定距离即半径的一系列点构成，并建议使用希腊字母τ来代替π。 
美国数学家鲍勃·帕莱（Bob Palais）于2001年在《数学情报》（The Mathematical Intelligencer）上发表了一篇题为《π 是错误的！》（π Is Wrong!）的论文。在论文的第一段，鲍勃·帕莱说道：
几个世纪以来，π 受到了无限的推崇和赞赏。数学家们歌颂 π 的伟大与神秘，把它当作数学界的象征；计算器和编程语言里也少不了 π 的身影；甚至有 一部电影 就直接以它命名⋯⋯但是，π 其实只是一个冒牌货，真正值得大家敬畏和赞赏的，其实应该是一个不幸被我们称作 2π 的数。
美国数学家麦克·哈特尔（Michael Hartl） 建立了网站，呼吁人们用希腊字母 τ（发音：tau）来表示「正确的」圆周率：C÷r。并建议大家以后在写论文时，用一句“为方便起见，定义 τ = 2π ”开头。 （页面存档备份，存于）
1. ↑  Hartl, Michael. . Tau Day.   [2025-06-27] （英语）.